# Klaus-Jürgen Kluge
Klaus-Jürgen Kluge (* 25. Juli 1948 in Schönow; † 13. September 1969 in Berlin) war ein Todesopfer an der Berliner Mauer. Er wurde bei dem Versuch, die Mauer zwischen den Stadtteilen Prenzlauer Berg und Wedding zu überwinden, von einem Angehörigen der Grenztruppen der DDR erschossen.

## Leben

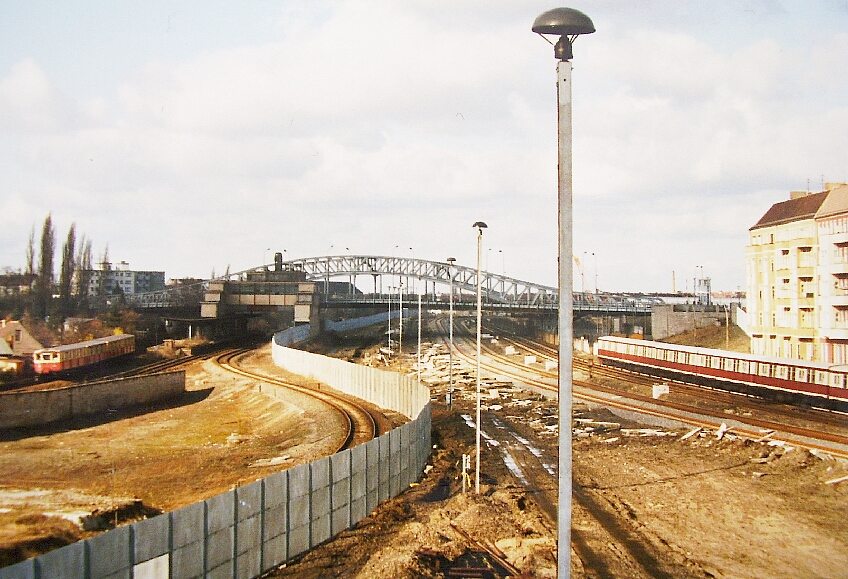
Blick von der Helmut-Just-Brücke (seit 1993 wieder in „Behmbrücke“ zurück benannt) auf Grenzanlagen der Berliner Mauer zwischen Wedding und Prenzlauer Berg

Nach Abschluss der Schule in Schönow absolvierte er 1969 eine Ausbildung als Modelltischler in Berlin. In dieser Zeit fiel er dem Ministerium für Staatssicherheit (MfS) auf, da er den gesellschaftlichen Normen der DDR ablehnend gegenüberstand und sich entsprechend negativ geäußert hatte. Nach erfolgter Musterung sollte er ab November 1969 seinen Grundwehrdienst bei der NVA ableisten. Um dies zu umgehen, entschloss er sich, nach West-Berlin zu fliehen.
Am 13. September 1969 fuhr er von Schönow nach Berlin-Prenzlauer Berg und überstieg die Hinterlandsicherungsmauer im Bereich stillgelegter Gleisanlagen zwischen den S-Bahnhöfen Schönhauser Allee und Gesundbrunnen. Beim Überwinden des folgenden Signalzauns löste er Alarm aus, worauf die Grenzsoldaten des nahegelegenen Wachturms der Helmut-Just-Brücke (seit 1993 wieder in „Behmbrücke“ zurück benannt) auf ihn aufmerksam wurden. Bereits auf der letzten Grenzmauer zu West-Berlin liegend, wurde er von mehreren Schüssen eines Grenzpostens getroffen und verstarb wenig später an seinen Verletzungen.
Nach Bergung des Leichnams erfolgte zunächst ein Transport in das Volkspolizei-Krankenhaus, anschließend ein Weitertransport in das Gerichtsmedizinische Institut der Charité. Als Todesursache wurde in der Obduktion ein Herzdurchschuss festgestellt.
Erst nach erfolgter Feuerbestattung wurden die Eltern von Klaus-Jürgen Kluge vom MfS über dessen Tod informiert. Die Beisetzung erfolgte am 8. Oktober 1969 auf dem Friedhof in Schönow.
Nach der deutschen Wiedervereinigung fanden Mauerschützenprozesse gegen die betreffenden Angehörigen der Grenztruppen der DDR vor dem Landgericht Berlin statt. Der Todesschütze wurde 1997 zu einer Jugendstrafe von einem Jahr und vier Monaten auf Bewährung verurteilt. Die Vorgesetzten der Grenzsoldaten wurden 1999 wegen Beihilfe zum Totschlag angeklagt. Der zuständige Regimentskommandeur wurde zu einem Jahr und drei Monaten, der frühere Stabschef zu einem Jahr Freiheitsstrafe verurteilt.